# Alexandre de La Pouplinière
Alexandre Jean Joseph de La Pouplinière, Le Riche (1693-1762) ele foi, na época de Luís XV da França, um importante patrono e fermier général (coletor de certos impostos). Ele era um dos homens mais ricos da França e um grande protetor de escritores, pintores, músicos e artistas. Entre seus patrocinadores estavam Voltaire, Quentin de La Tour, Charles André van Loo, François-Joseph Gossec e Jean-Philippe Rameau. Este último era o maestro de sua orquestra particular. Sua mansão era frequentada pela maioria dos futuros libretistas e músicos: ter seu favor tornou-se essencial para quem queria fazer carreira como compositor oficial da corte real.